# Neoscelis coracina
Neoscelis coracina är en skalbaggsart som beskrevs av Mudge och Brett C.Ratcliffe 2003. Neoscelis coracina ingår i släktet Neoscelis och familjen Cetoniidae. Inga underarter finns listade i Catalogue of Life.